# Famille Bizot
 (janvier 2025).
Si vous disposez d'ouvrages ou d'articles de référence ou si vous connaissez des sites web de qualité traitant du thème abordé ici, merci de compléter l'article en donnant les références utiles à sa vérifiabilité et en les liant à la section « Notes et références ».
Pour les articles homonymes, voir Bizot.
La famille Bizot (olim Bisot, Bisoto) est une famille d'ancienne bourgeoisie française qui trouve ses origines au XVIe siècle.

## Histoire
Originaire du comté de Forcalquier (actuelles Alpes-de-Haute-Provence), la filiation de cette famille est suivie depuis Romain Bizot (1525-1594) qui vint s'installer à Cruis. Son fils Antoine y était bailli et lieutenant de juge, et son petit-fils Hector (+1603) consul. Un rameau de cette famille s'est installée à Collonges dans l'Ain puis à Lyon. 
Deux hypothèses permettent de connaître l'origine du patronyme Bizot : il pourrait provenir du mot provençal « biset » qui signifie « de couleur foncée », ou du village de Biot près de Nice, toujours existant, qui portait le nom de Bisoto ou Buzoto dès le Xe siècle. Cette dernière hypothèse expliquerait la présence de certains Bizot dès le XIIe siècle dont la filiation n'a pu être encore établie.
Cette famille est active de nos jours dans les affaires notamment avec la Société Jacques Bollinger (Champagne Bollinger, Champagne Ayala, Domaine Chanson, Langlois-Château, Cognac Delamain).

## Armes
Un chevron d'or accompagné de 3 roses, 2 en chef et 1 en pointe.
La couleur de l'écu n'est pas connue. Par défaut d'argent, même si cela va à l'encontre des règles héraldiques,,.

## Généalogie simplifiée
- Claude François Bizot (1734-1793), avocat au Parlement, administrateur du département de l'Ain, juge au tribunal de Gex. En 1770, il épouse Marie-Lucrèce de La Porte d'Anglefort[a].
  - Antoine Jean François (1775-1831), avocat à Genève. En 1817, il épouse Victoire-Damiene de Grenaud.
    - Georges Victorin Bizot (1820-1883), maire de Collonges. Il épouse Marie Marceline Béatrix.
      - Eugène Bizot (1855-1908), avocat à Lyon et député de l'Ain.

  - Robert Bizot (1791-1877), avocat, négociant et juge au tribunal de commerce de Lyon. En 1824, il épouse Jeanne Mouterde.
    - Jules Bizot (1825-1897), agent de change, administrateur des Hospices civils de Lyon. En 1853, il épouse Sophie Desgrand, fille du commerçant en textile Paul Desgrand.
    - Emmanuel Eugène Bizot (1832-1924), capitaine du Génie et agent de change à Lyon. En 1862, il épouse Jeanne Ranvier.
      - Jacques Bizot (1867), inspecteur général des finances et membre du conseil d'escompte de la Banque de France. En 1898, il épouse Jeanne de la famille Morel-Journel.
        - Jean-Jacques Bizot (1899-1939), sous-gouverneur de la Banque de France. En 1925, il épouse Odette du Pouget de Nadaillac.
          - Robert Bizot, PDG de Dunlop[7],[8]. Il épouse Chantal Paul-Renard.
            - Véronique Bizot (1958), auteure de nouvelles et de romans.

          - Guy Bizot (1930), directeur délégué près du président de Total. En 1956, il épouse Brigitte de Larosière de Champfeu.
            - Philippe Bizot (1957), chef d'entreprise. Il épouse Laure Dahon.
            - France Bizot (1959), directrice de création et plasticienne, épouse d'Olivier Dulac.
            - Thierry Bizot (1962), producteur de télévision. Il épouse la réalisatrice et scénariste Anne Giafferi.

        - Ennemond Bizot (1900-1988), ingénieur polytechnicien, président et administrateur de sociétés. Marié à Marguerite de la famille Gillet.
          - Jean-François Bizot (1944-2007), patron de presse. En 1968, il épouse Judith Lange.
            - Julien Bizot (1969), PDG de Novapress.

        - Henry Bizot (1901-1990), co-président de la BNP. En 1926, il épouse  Guillemette Law de Lauriston Boubers.
          - Christian Bizot (en) (1928-2002), PDG de Champagne Bollinger et de la Société Jacques Bollinger (SJB)[9]. En 1958, il épouse Marie-Hélène Balsan[b].
            - Étienne Bizot (né en 1962), ingénieur ICAM Lille, directeur général de Champagne Bollinger, directeur général délégué de SJB, PDG de Champagne Ayala et de Chanson père et fils[10]. En 1990, il épouse Béatrice du Cauzé de Nazelle.

    - Victor Bizot (1845), importateur de soie à Lyon, conseiller du commerce extérieur, membre de la commission des Douanes et administrateur de la Caisse d'Épargne de Lyon. En 1872, il épouse Marie Lalouette.
      - Marie-Louise (187-1945), épouse Conrad de Fromont de Bouaille.
      - Adrien Bizot (1874-1971), ingénieur des Arts et Manufactures (promotion 1920), administrateur des mines de la Roche-la-Molière[11], épouse Louise Olphe-Galliard.

## Œuvres et charités
La famille Bizot est présente au sein du conseil d'administration de deux associations :
- la Société philanthropique, par ses liens avec la famille Goüin via son alliance avec la famille Balsan
- la Fondation Cibiel-Lannelongue, par ses liens avec la famille Cibiel via son alliance avec la famille Law de Lauriston.

## Alliances
Les principales alliances de la famille Bizot sont les familles : de Chavignot, Law de Lauriston, de La Porte d'Anglefort, Olphe-Galliard, Balsan, Morel-Journel, Ranvier, Mouterde, Poncet, du Cauze de Nazelle, du Pouget de Nadaillac, Brosset, Gillet, Monestier, Jaÿ, Burgensis-Dégaultiere, Parjadis de Larivière, Delloye, de Montalembert, Desgrand, de Fromont de Bouaille, de Pradel de Lamaze, de Thonel d'Orgeix.

## Propriétés
- Château Bizot ou des Nobles (Ain), du nom du lieu-dit
- Manoir de Lenclos (Isère)
- Château de Saulx-les-Chartreux (Essonne)
- Château de Bully (Rhône)
- Château de Cerisay (Sarthe)
- Château de la Guerrière.

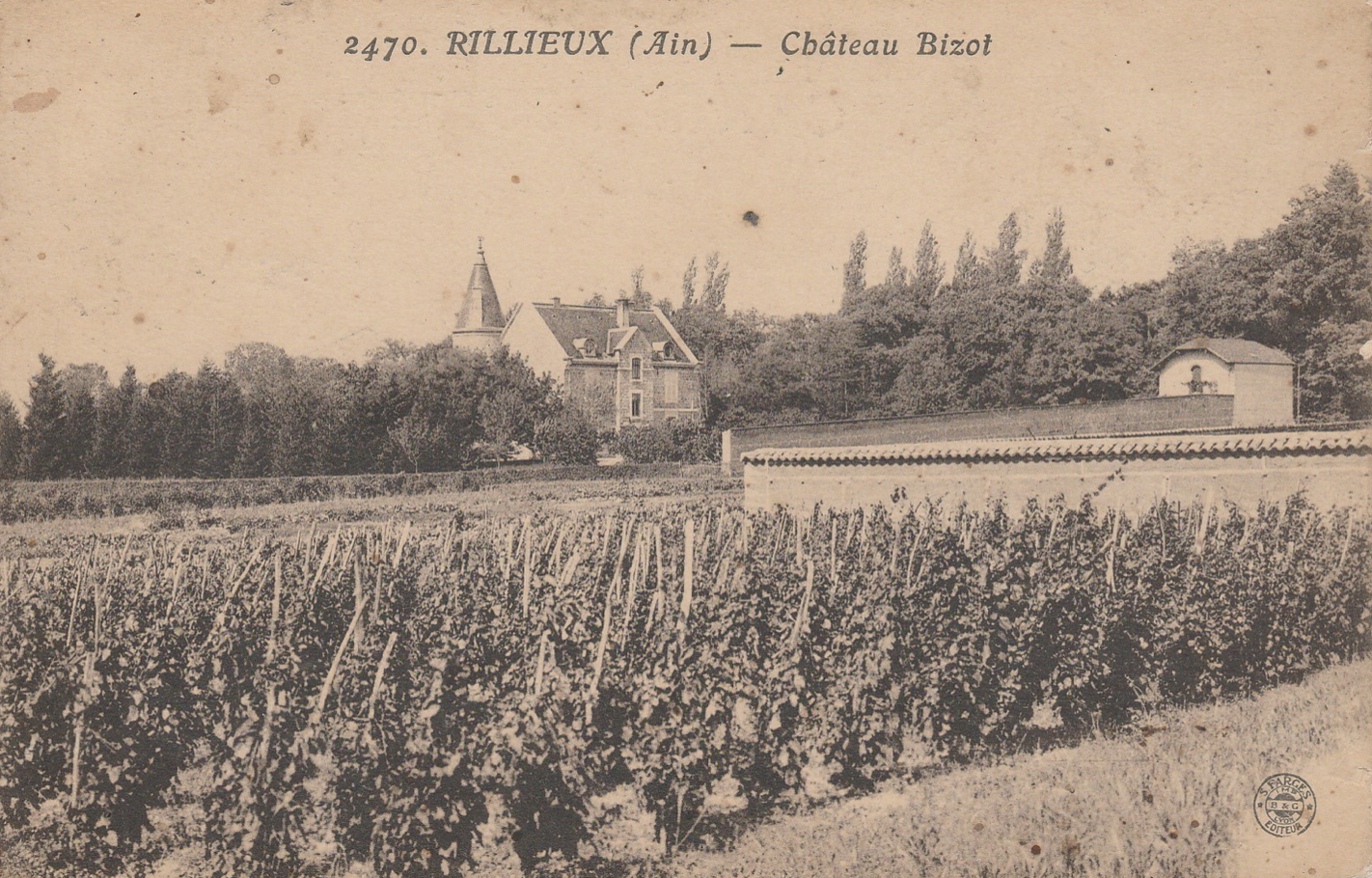
Château Bizot ou des Nobles
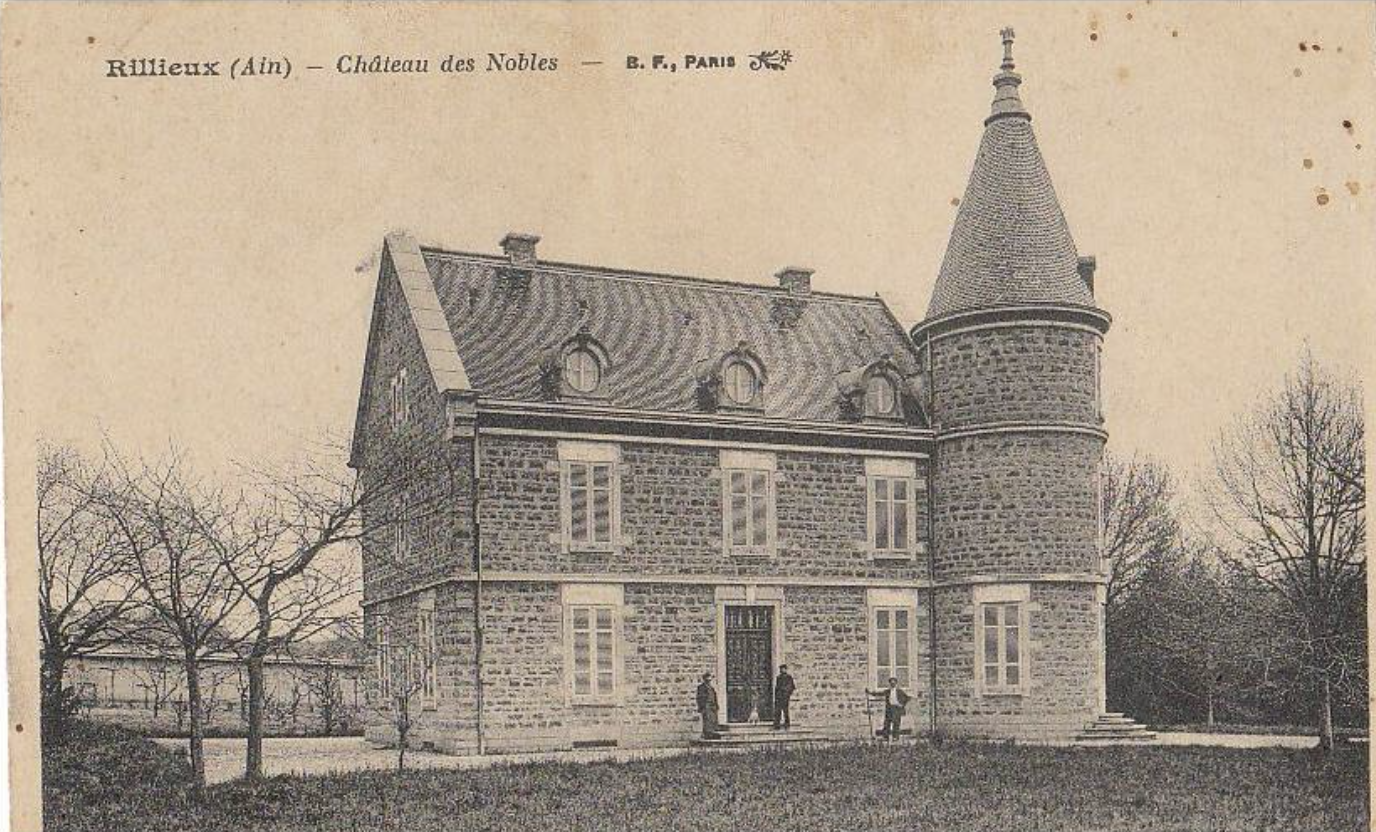
Château Bizot ou des Nobles
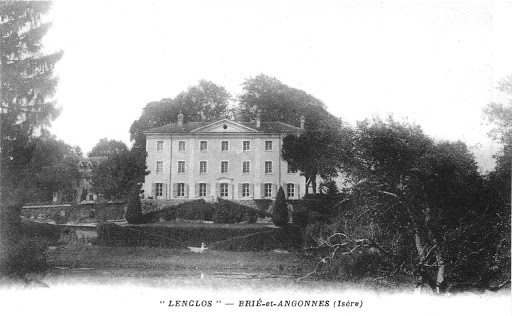
Manoir de Lenclos
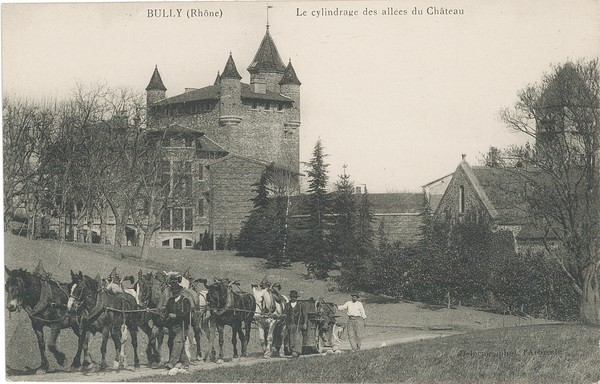
Château de Bully
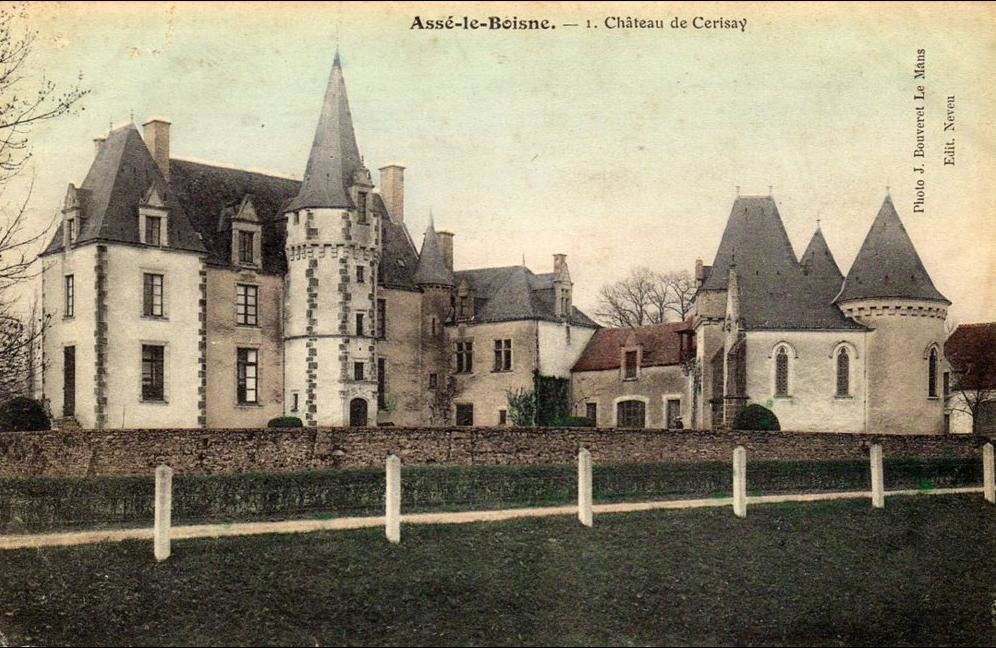
Château de Cerisay

## Hommages
- Rue Bizot, à Collonges (01550), en hommage à George-Victorin Bizot (1820-1883) maire de la ville, et à son fils et successeur à la mairie Antoine Bizot.

## Pour approfondir